# Amauris echerioides
Amauris echerioides är en fjärilsart som beskrevs av Weismann 1913. Amauris echerioides ingår i släktet Amauris och familjen praktfjärilar. Inga underarter finns listade i Catalogue of Life.